# DMOZ

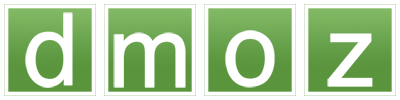

Open Directory Project（オープン・ディレクトリー・プロジェクト）は、ボランティア方式で運営される世界最大のウェブディレクトリである。ODP のドメイン名には、Directory Mozilla を略したDMozが用いられ、ミラーサイトにはその初期の名称の NewHoo もある。
Netscape に売却され、現在では AOL Time Warner の傘下にある。
また、DMOZは、2017年3月17日(UTC)に運用を終了し、その機能はDMOZのエディターによって作られたミラーサイト dmoztools.netに引き継がれている。
その後、全てのコンテンツはcurlie.orgへ引き継がれ、2019年現在も活動している。

## 特徴
ODPに登録されているウェブサイトはカテゴリに分類され、カテゴリは担当のエディタによって管理されている。エディタをボランティアによるというやり方はオックスフォード英語辞典での先例をWorld Wide Webでの索引作りに取り入れたものである。
ODPは、オープンコンテントであり、その成果はRDFの形で毎週供給され、ライセンスを遵守する限り、無料で利用することができる。言語ごとやカテゴリごとなど、自由に改変して利用することが認められている。
また、下記の外部リンクにも紹介されている通り、RDFダンプを利用したディレクトリーサイトが多数存在しているため、Google等のロボット型検索エンジンのポジショニングを決定する際の指標のひとつであるとされているバックリンク対策として有効性が高いとされた時期があった。

## 歴史
ODPは、その初期の名称である GnuHoo や NewHoo が示すように、当時先行していたウェブディレクトリであるYahoo! への不満から出発した。その頃、Yahoo! の手法をビジネスモデルとみなして、ただ単にこれを真似ただけのウェブディレクトリが数多くあったが、その大部分が淘汰され、現在では消滅してしまっている。

## 年表
- 1998年6月 Rich Skrenta と Bob Truel が Gnuhoo を開始
- 1998年11月 Netscape が NewHoo Community Directory Project を取得
- 1999年1月 Netscape Open Directory が正式オープン
- 2000年3月 Google が ODP を採用
- 2001年8月 Google日本語がODP日本語階層を採用
- 2003年12月 全言語での登録サイト総数が400万件を超える
- 2011年7月 Googleディレクトリがサービスを終了

## 各国語別の利用状況
- 2012年10月時点で、Open Directory Project が対応する言語の数は、87か国語である。
- 2012年10月時点で、カテゴリ数は日本語階層だけで1万7000以上、全言語での総数は187万以上。
- 2012年10月時点で、掲載されているサイトの数は公称で510万強。
- 2012年10月時点で、登録サイト数の言語ごとのサイト数、及び比率は
  - 1位 英語 約320万 全体の約60%
  - 2位 ドイツ語 51万強 約10%
  - 3位 フランス語 25万弱 約5%
  - 4位 日本語 18万弱
  - 5位 イタリア語 18万弱 いずれも約3%